# El Maitén
El Maitén är en ort i Argentina.   Den ligger i provinsen Chubut, i den sydvästra delen av landet, 1 400 km sydväst om huvudstaden Buenos Aires. El Maitén ligger 704 meter över havet och antalet invånare är 3 782.
Terrängen runt El Maitén är varierad. Trakten runt El Maitén är nära nog obefolkad, med mindre än två invånare per kvadratkilometer.. El Maitén är det största samhället i trakten.
Omgivningarna runt El Maitén är i huvudsak ett öppet busklandskap.